# Kyphi
Kyphi of cyphi is een soort wierookmengsel dat in het Oude Egypte voor religieuze en medische doeleinden gebruikt werd. De naam Kyphi (κῦφι) is de Griekse transcriptie van het Oudegyptische kp.t.

## Geschiedenis
De oudste vermelding van kyphi is gevonden op piramideteksten daterend uit het Oude Rijk. Het was een van de producten die in het hiernamaals genoten konden worden. De Papyrus Harris I, gevonden in een tombe en in 1855 gekocht door het British Museum, vermeld de levering van ingrediënten, zoals kruiden en harsen die gebruikt werden voor de bereiding van kyphi in de tempels van Ramses III. Op de muren van de tempels in Edfu, Dendera en Philae staan instructies beschreven voor het maken van kyphi. De Egyptische priester Manetho heeft een verhandeling over de bereiding van kyphi geschreven.
De Griekse geschiedschrijver Plutarchus vermeld in zijn boek Isis en Osiris dat de priesters drie keer per dag wierook offerden, olibanum aan het begin van de dag, mirre halverwege de dag en kyphi tijdens de schemering.

## Samenstelling en bereiding
Alle recepten voor kyphi vermelden wijn, honing en rozijnen. Het aantal ingrediënten varieert van 10 in het boek Materia Medica, geschreven door Pedanius Dioscorides tot 50 in een boek geschreven door de Byzantijn Nikolaos Myrepsos. Plutarchus vermeld 16 ingrediënten, waaronder wijn, honing, rozijnen, galanga, kardemom, diverse soorten harsen, jeneverbessen en asfalt. Deze worden in een vaste volgorde vermengd, terwijl er ondertussen uit heilige geschriften gelezen wordt. Volgens hem wordt kyphi gebruikt als een drankje en een zalf.
De ingrediënten kunnen bestaan uit:
Harsenmirre, olibanum, mastiek, storax, benzoë, oud, dennenhars
Wortelskalmoes, cyperus, nardus, galanga, aspalathos
Specerijenkaneel, cassia, kardemom
Houtceder, jeneverbes
In het laboratorium van de tempel in Edfu staat het recept van kyphi beschreven.